# مارکیتا آلدریج
مارکیتا آلدریج (انگلیسی: Markita Aldridge؛ زادهٔ ۱۵ سپتامبر ۱۹۷۳) بازیکن بسکتبال اهل ایالات متحده آمریکا است.